# 穆杜斯赫德德
穆杜斯赫德德（Mudushedde），是印度卡纳塔克邦Dakshina Kannada县的一个城镇。总人口7426（2001年）。

## 人口
该地2001年总人口7426人，其中男性3597人，女性3829人；0—6岁人口860人，其中男443人，女417人；识字率72.62%，其中男性为77.87%，女性为67.69%。